# Arnold Roth (Diplomat)

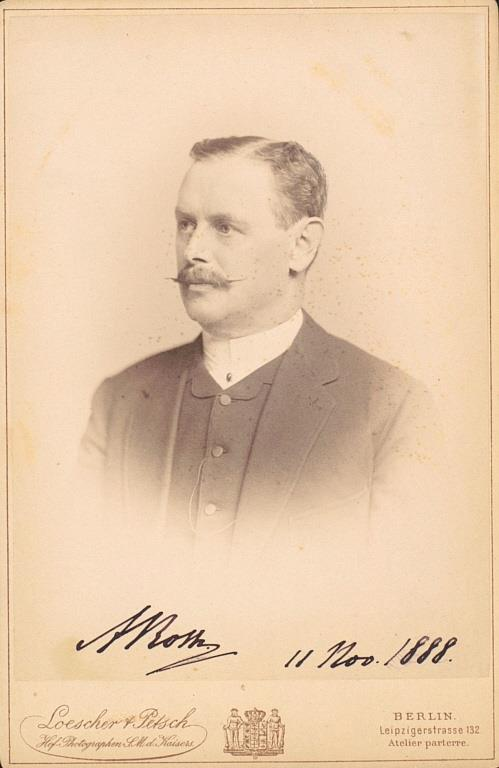
Arnold Roth (1888)

Arnold Roth (* 24. Januar 1836 in Teufen, Kanton Appenzell Ausserrhoden; † 7. April 1904 in Berlin; heimatberechtigt in Teufen) war ein Schweizer Diplomat und Politiker, der unter anderem zwischen 1871 und 1876 Mitglied des Ständerates, von 1873 bis 1875 Landammann des Kanton Appenzell Ausserrhoden sowie zwischen 1877 und seinem Tode 1904 Gesandter im Deutschen Kaiserreich war.

## Leben

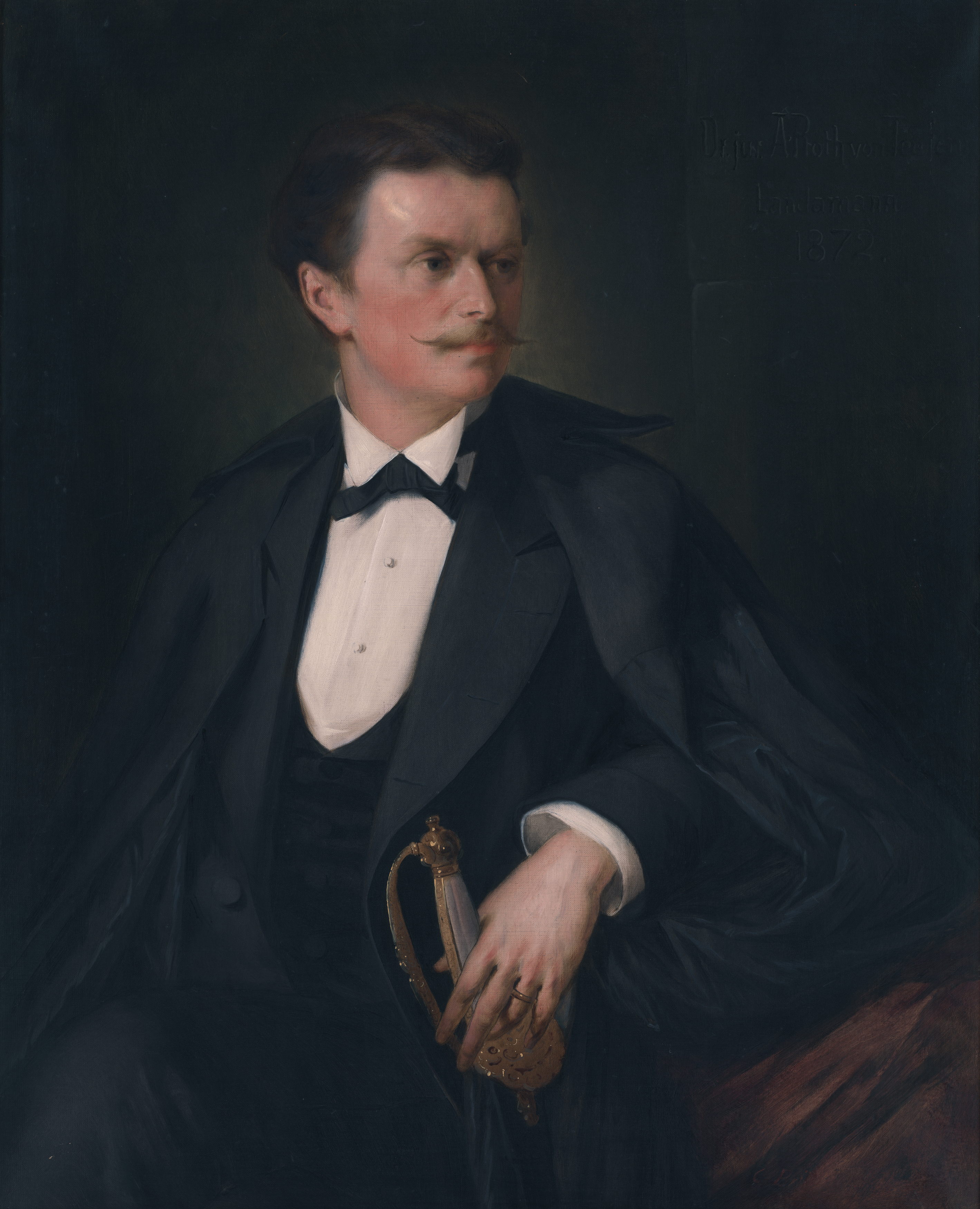
Arnold Roth, Landammann von Appenzell Ausserrhoden, 1875

Roth war der Sohn des Politikers Johannes Roth, der sowohl Mitglied des Ständerates und Nationalrates als auch drei Mal Landammann des Kanton Appenzell Ausserrhoden war. Nach dem Besuch der Kantonsschule Trogen und des Gymnasiums St. Gallen begann er 1854 ein Studium der Rechtswissenschaften an der Universität Zürich sowie der Ruprecht-Karls-Universität Heidelberg, das er 1857 abschloss. 1857 legte er zudem seine Promotion zum Dr. jur. ab. Er war zwischen 1857 und 1859 als Rechtsanwalt sowie Auditor am Bezirksgericht Zürich tätig.
1859 trat Roth in den diplomatischen Dienst als persönlicher Mitarbeiter von Johann Konrad Kern, dem Schweizer Gesandten in Paris, ein und war daraufhin Legationssekretär an der Gesandtschaft in Frankreich sowie von 1869 bis 1871 Erster Sekretär des Eidgenössischen Politischen Departements. Danach wechselte er in die Politik und war zwischen 1871 und 1877 Mitglied im Kantonsrat von Appenzell Ausserrhoden sowie zugleich Regierungsrat. Als solcher fungierte er von 1871 bis 1872 als Landesstatthalter sowie im Anschluss als Nachfolger von Ulrich Sutter zwischen 1873 und seiner Ablösung durch Jakob Hohl 1875 als Landammann des Kanton Appenzell Ausserrhoden. Zugleich gehörte er von 1871 bis 1876 als Mitglied dem Ständerat an und fungierte zwischen 1871 und 1877 auch als Präsident des Verhöramtes des Kantons sowie des Weiteren von 1871 bis 1874 als Ersatzmann des Bundesgerichts. Während seiner politischen Laufbahn vertrat Roth, der 1872 Befürworter der zentralistischen Bundesrevision war, kulturkämpferische Auffassung und war 1876 massgeblich an der Verfassungsrevision des Kanton Appenzell Ausserrhoden beteiligt. Als Mitglied des Ständerates unterstützte er die Politik von Emil Welti, der zwischen 1867 und 1891 Mitglied des Bundesrates sowie sechs Mal Bundespräsident war. Er war zudem Mitgründer der Kantonalbank sowie Präsident des Initiativkomitees der Strassenbahn St. Gallen–Gais und gehörte darüber hinaus von 1872 bis 1876 als Mitglied dem Verwaltungsrat der Rentenanstalt an.
Am 4. Dezember 1876 wurde Roth als Nachfolger von Bernhard Hammer Gesandter im Deutschen Kaiserreich und bekleidete diesen Posten bis zu seinem Tode am 7. April 1904, woraufhin Alfred de Claparède sein Nachfolger wurde. 1882 wurde er als Kandidat für den Bundesrat vorgeschlagen, lehnte die Kandidatur jedoch ab. Im Laufe seiner Tätigkeit als Gesandter war er massgeblich an der Vorbereitung der Handels- und Niederlassungsverträge mit dem Deutschen Kaiserreich und 1889 an der Beilegung der Affäre Wohlgemuth beteiligt. 1890 nahm er an der Internationalen Konferenz für Arbeitsschutz in Berlin teil und gehörte 1899 als Mitglied der Schweizer Delegation bei der Haager Friedenskonferenzen an. Roth prägte die Professionalisierung der Schweizer Berufsdiplomatie und bei ihm absolvierten zukünftige Schweizer Diplomaten wie Alfred de Claparède, Leo Vogel, Alphonse Dunant oder Arthur de Pury ihre diplomatische Ausbildung.
Am Sonntag, dem 4. Juni 1899, verliess er Den Haag, um die Leiche seiner achtzehnjährigen Tochter Fanny zu identifizieren, die am Donnerstagabend am 1. Juni das Leben am Eisenbahnunfall in Vlissingen verlor. Ihr Körper wurde erst am 3. Juni gefunden.